# Wilhelm Reuterswärd (1837–1899)
Pontus Henrik Wilhelm Reuterswärd, född den 5 mars 1837 i Östra Stenby församling, Östergötlands län, död den 26 maj 1899 i Stockholm, var en svensk militär.

## Biografi
Reuterswärd blev underlöjtnant vid Nerikes regemente 1855, löjtnant 1861, kapten 1870, major 1880 och överstelöjtnant 1886. Han blev överste och chef för Västgötadals regemente 1890 samt var sekundchef för Första livgrenadjärregementet 1890–1898. Reuterswärd blev överste i armén 1898. Han blev riddare av Svärdsorden 1877, kommendör av andra klassen av Vasaorden 1890 och av Svärdsorden 1893 samt kommendör av första klassen av sistnämnda orden 1897.

### Familj
Wilhelm Reuterswärd var son till kamreren Anders Vilhelm Reuterswärd vid Göta kanalverk och Augusta Fredrika Elisabet Vult von Steijern. Wilhelm Reuterswärd gifte sig första gången 1869 i Stockholm med Carolina Adelaide Brändström (1844–1875), dotter till generaldirektören Per Brändström och Johanna Henrietta Bratt. De fick tillsammans barnen August Carolina Henriette Reuterswärd (född 1870), som var gift med godsägaren Albert Cassel, översten Pontus Reuterswärd (född 1871), Anders Vilhelm Reuterswärd (född 1872) och direktören Carl Reuterswärd (född 1874). Wilhelm Reuterswärd gifte sig andra gången 1878 i Olshammars kyrka med Johanna Beata Carolina af Robson (född 1850), dotter till bruksägaren löjtnanten Albert Robson och Agnes Jeanette Rütterskiöld. De fick tillsammans barnen Elin Johanna Reuterswärd (född 1879), som var gift med översten Gustaf Ros, bergsingenjören Rutger Olof Albert Reuterswärd (född 1880), kaptenen Gustaf Fredrik Achates Reuterswärd (född 1882), hovfröken Stina Reuterswärd (född 1884) och Eva Ulrika Beata Reuterswärd (född 1885), som var gift med adjunkten Emil Låftman.